# Ahmed al-Mirghani
Ahmed al-Mirghani (in arabo أحمد الميرغني‎?; Khartum, 16 agosto 1941 – Alessandria d'Egitto, 2 novembre 2008) è stato un politico sudanese, Presidente del Sudan dal 6 maggio 1986 al 30 giugno 1989, quando fu destituito da un colpo di Stato militare guidato da  Omar Hasan Ahmad al-Bashir, che restò al potere per i successivi trent'anni.